# Roofbuideldieren
De roofbuideldieren (Dasyuromorphia) zijn een orde van de buideldieren die voorkomt in Australië en Nieuw-Guinea. Het omvat vrijwel alle vleesetende buideldieren van het Australische continent, met uitzondering van de buidelmollen en de omnivore buideldassen. De orde omvat 78 soorten in drie families, één met een soort, de numbat, één met een recent uitgestorven soort, de buidelwolf, en een grote familie, Dasyuridae, die alle overige soorten omvat, waaronder de Tasmaanse duivel, buidelmarters en buidelmuizen.

## Verspreiding en leefgebied
De roofbuideldieren leven Australië en Tasmanië, Nieuw-Guinea en de Aru-eilanden. Zij zijn daar in alle habitats te vinden.

## Kenmerken
De meeste roofbuideldieren zijn zeer klein: het merendeel wordt niet zwaarder dan 250 gram. De kleinste soorten zijn de ningaui's (Ningaui), met een lichaamsgewicht van 9,4 gram. De orde omvat echter ook veel grotere soorten. De grootste recente soort was de buidelwolf (Thylacinus cynocephalus), die tot 35 kilogram woog. De grootste nog levende soort is de Tasmaanse duivel (Sarcophilus harrisii) met een lichaamsgewicht van 13 kilogram.

## Leefwijze
De meeste roofbuideldieren zijn insectivoor, die jagen op insecten en andere ongewervelden, aangevuld met kleine gewervelden als knaagdieren, hagedissen en kleine vogeltjes. De grotere soorten, zoals de grote buidelmarter (Dasyurus maculatus), Tasmaanse duivel en buidelwolf, jagen op grotere prooien, tot aan wallaby's toe.

## Taxonomie
Dasyuromorphia omvat 78 levende en (recent) uitgestorven soorten in vier families:
- Orde: Dasyuromorphia (Roofbuideldieren)
  - Familie: Dasyuridae (Echte roofbuideldieren)
  - Familie: Malleodectidae †
  - Familie: Myrmecobiidae (Numbat)
  -  Familie: Thylacinidae (Buidelwolf) †

De Malleodectidae is alleen bekend van fossielen uit het Mioceen. De classificatie van het fossiele geslacht Mayigriphus is nog onzeker.
Cloacadieren · Opossums · Paucituberculata · Microbiotheria · Roofbuideldieren · Buideldassen · Buidelmollen · Klimbuideldieren · Tenreks en goudmollen · Springspitsmuizen · Buistandigen · Klipdasachtigen · Slurfdieren · Zeekoeien · Luiaards en miereneters · Gordeldierachtigen · Insecteneters · Vleermuizen · Schubdierachtigen · Roofdieren · Onevenhoevigen · Evenhoevigen · Walvissen · Knaagdieren · Haasachtigen · Huidvliegers · Toepaja's · Primaten